# Мартини (Виченца)
Мартини је насеље у Италији у округу Виченца, региону Венето.
Према процени из 2011. у насељу је живело 103 становника. Насеље се налази на надморској висини од 282 м.